# Sigsbeia
Genre
Sigsbeia est un genre d'ophiures de la famille des Hemieuryalidae.

## Caractéristiques
Ce genre se caractérise par les bras enroulés, adaptés à un mode de vie épizoïque, l'intégration des bras dans le disque, les boucliers radiaux étroits qui s'étendent autour du disque latéral le plus en marge de la surface ventrale, la présence de plaques accessoires dans les coins latéraux distaux des plaques dorsales des bras, la présence d'écailles tentaculaires uniques, et le second pore tentaculaire oral caché dans la fente de la mâchoire.

## Liste des genres
Selon World Register of Marine Species (4 février 2020) :
- Sigsbeia conifera Koehler, 1914
- Sigsbeia laevis Ziesenhenne, 1940
- Sigsbeia lineata Lütken & Mortensen, 1899
- Sigsbeia murrhina Lyman, 1878
- Sigsbeia oloughlini O'Hara & Harding, 2014

## Publication originale
- (en) Theodore Lyman, « Ophiurans and Astrophytons. Reports on the Dredging Operations of the United states Coast Survey Steamer "Blake". », Bulletin of the Museum of Comparative Zoology, Cambridge, Musée de Zoologie comparée,‎ 1878 (ISSN 0027-4100 et 1938-2987, OCLC 1641426).